# Nikolaj Kamov (2024)
Nikolaj Kamov je perspektivní cvičná loď ruského námořnictva. Je jedinou jednotkou projektu 14400. Jejím hlavním úkolem je výcvik posádek palubních vrtulníků pro ruské námořní letectvo. Dokončení plavidla je plánováno na rok 2025.

## Stavba
Plavidlo navrhla ruská konstrukční kancelář CKB Baltsudoproekt v Petrohradě a staví staví ruská loděnice Sudoremontno-Sudostroitelná Korporací ve městě Goroděc. Kýl plavidla byl založen 28. června 2018 a na vodu bylo spuštěno 24. dubna 2024.

## Konstrukce
Na zádi se nachází přistávací plocha pro vrtulník. Nejvyšší rychlost dosahuje dvanáct uzlů. Dosah je 500 námořních mil. Autonomie dosahuje dvou dnů.